# CD Leganés
Club Deportivo Leganés, S.A.D. là một câu lạc bộ bóng đá Tây Ban Nha đến từ Leganés, ở ngoại ô Madrid. Được thành lập vào ngày 23 tháng 6 năm 1928, đội đang thi đấu ở La Liga 2024–25, tổ chức các trận sân nhà tại sân vận động Thành phố Butarque, có 12.454 chỗ ngồi.

## Lịch sử

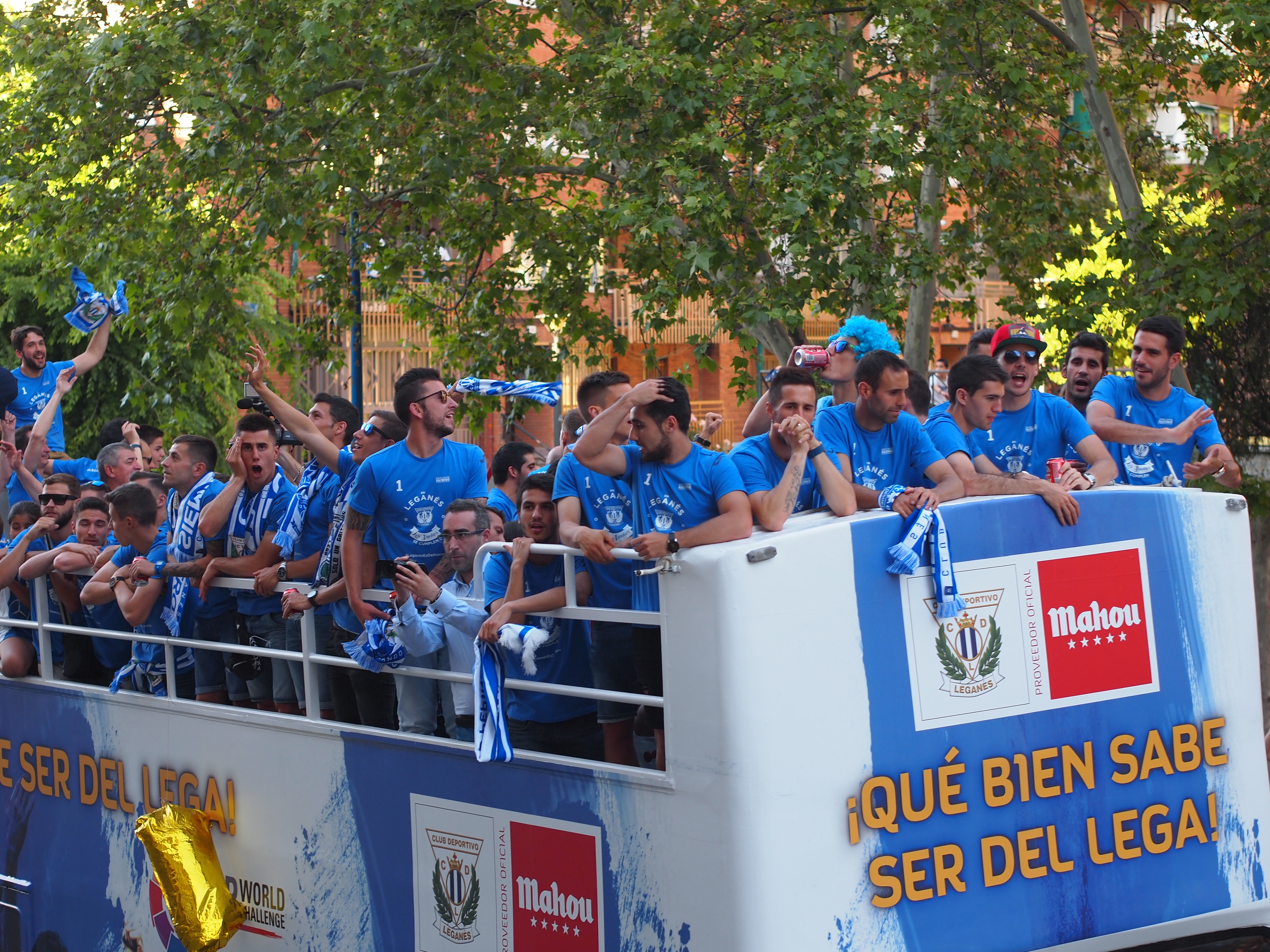
Các cầu thủ năm 2016.

Câu lạc bộ được chính thức thành lập vào ngày 23 tháng 6 năm 1928 bởi Félix Pérez de la Serna. Chủ tịch đầu tiên của nó là Ramón del Hierro. Tuy nhiên, câu lạc bộ đã phải đình chỉ hoạt động vào năm 1936 do cuộc nội chiến Tây Ban Nha, và câu lạc bộ vẫn không hoạt động cho đến khi họ cải tổ vào ngày 4 tháng 9 năm 1946.
Leganés đã chơi phần lớn thời gian ở các giải đấu thấp hơn. Vào năm 1977, câu lạc bộ đã thăng hạng lên giải hạng tư, nơi mà nó đã chơi trước đó trong bảy năm khi thể loại này vẫn là cấp độ thứ ba.
Sau một sự tiến bộ ổn định, Leganés thăng lên giải hạng 3 vào năm 1987, được thăng cấp lên giải hạng hai sáu năm sau đó và duy trì vị thế của giải đấu trong 11 mùa giải; trong khung thời gian này, nó đã thu thập hai vị trí thứ tám liên tiếp (tốt nhất) từ năm 1995.
Trong mùa giải 2013-14, Leganés thăng hạng hai sau 10 năm ở giải ba.
Trong mùa giải 2015-16, lần đầu tiên trong lịch sử của họ, Leganés được thăng hạng lên La Liga vào ngày 4 tháng 6 năm 2016 với chiến thắng sân khách 1-0 trước CD Mirandés. Câu lạc bộ ở trong giải ngoại hạng trong bốn mùa, đạt đến đỉnh cao thứ 13 năm 2018-19, trước khi xuống hạng trong trận đấu cuối cùng của mùa giải tiếp theo, hòa 2-2 với Real Madrid. Kết thúc bốn năm hoạt động của Lega trong tầng thứ nhất. Trong giai đoạn này, đội lần đầu tiên lọt vào bán kết Copa del Rey, bằng cách loại Real Madrid ở tứ kết nhờ chiến thắng 2-1 trên sân vận động Santiago Bernabéu.

## Cầu thủ

### Đội hình hiện tại
Tính đến ngày 2/9/2024.
Ghi chú: Quốc kỳ chỉ đội tuyển quốc gia được xác định rõ trong điều lệ tư cách FIFA. Các cầu thủ có thể giữ hơn một quốc tịch ngoài FIFA.
| Số | VT | Quốc gia    | Cầu thủ                             |
| -- | -- | ----------- | ----------------------------------- |
| 1  | TM | Tây Ban Nha | Juan Soriano                        |
| 2  | HV | Tây Ban Nha | Adrià Altimira (mượn từ Villarreal) |
| 3  | HV | Tây Ban Nha | Jorge Sáenz                         |
| 4  | HV | Ecuador     | Jackson Porozo (mượn từ Troyes)     |
| 5  | TV | Perú        | Renato Tapia                        |
| 6  | HV | Tây Ban Nha | Sergio González (đội trưởng)        |
| 7  | TV | Tây Ban Nha | Óscar Rodríguez                     |
| 8  | TV | Guinée      | Seydouba Cissé                      |
| 9  | TĐ | Tây Ban Nha | Miguel de la Fuente                 |
| 10 | TĐ | Tây Ban Nha | Dani Raba                           |
| 11 | TĐ | Tây Ban Nha | Juan Cruz                           |
| 12 | HV | Pháp        | Valentin Rosier                     |
| 13 | TM | Serbia      | Marko Dmitrović                     |

| Số | VT | Quốc gia    | Cầu thủ                                      |
| -- | -- | ----------- | -------------------------------------------- |
| 14 | TV | Serbia      | Darko Brašanac                               |
| 15 | HV | Tây Ban Nha | Enric Franquesa                              |
| 17 | TV | Cameroon    | Yvan Neyou                                   |
| 18 | TĐ | Bờ Biển Ngà | Sébastien Haller (mượn từ Borussia Dortmund) |
| 19 | TĐ | Tây Ban Nha | Diego García                                 |
| 20 | HV | Tây Ban Nha | Javi Hernández                               |
| 21 | TV | Tây Ban Nha | Roberto López                                |
| 22 | HV | Serbia      | Matija Nastasić                              |
| 23 | TĐ | Maroc       | Munir El Haddadi                             |
| 24 | TV | Argentina   | Julián Chicco                                |
| 27 | TV | Tây Ban Nha | Naim García                                  |
| 36 | TM | Tây Ban Nha | Alvin Abajas                                 |

### Đội dự bị
Ghi chú: Quốc kỳ chỉ đội tuyển quốc gia được xác định rõ trong điều lệ tư cách FIFA. Các cầu thủ có thể giữ hơn một quốc tịch ngoài FIFA.
| Số | VT | Quốc gia          | Cầu thủ     |
| -- | -- | ----------------- | ----------- |
| 34 | HV | Cộng hòa Dominica | Joao Urbáez |

### Cho mượn
Ghi chú: Quốc kỳ chỉ đội tuyển quốc gia được xác định rõ trong điều lệ tư cách FIFA. Các cầu thủ có thể giữ hơn một quốc tịch ngoài FIFA.
| Số | VT | Quốc gia    | Cầu thủ                                       |
| -- | -- | ----------- | --------------------------------------------- |
| —  | TM | Tây Ban Nha | Javi Garrido (tại Sestao River đến 30/6/2025) |
| —  | HV | Uganda      | Allan Enyou (tại Vancouver FC đến 30/6/2025)  |
| —  | HV | Tây Ban Nha | Lalo Aguilar (tại Albacete đến 30/6/2025)     |

| Số | VT | Quốc gia    | Cầu thủ                                           |
| -- | -- | ----------- | ------------------------------------------------- |
| —  | TV | Tây Ban Nha | Carlos Guirao (tại Betis Deportivo đến 30/6/2025) |
| —  | TV | Mali        | Issa Fomba (tại Baník Ostrava đến 30/6/2025)      |
| —  | TV | Tây Ban Nha | Álex Gil (tại Intercity đến 30/6/2025)            |